# Liga Europejska w piłce siatkowej mężczyzn 2007
4. edycja Ligi Europejskiej siatkarzy rozpoczęła się 26 maja 2007 roku. W fazie grupowej występowało 12 drużyn podzielonych na 3 grupy. Z każdej grupy awansowała najlepsza reprezentacja. W dniach od 7 do 8 lipca w Portugalii rozegrano turniej finałowy. Zwycięzcą została reprezentacja Hiszpanii, która pokonała w finale Portugalię.

## Uczestnicy
| Reprezentacja |
| ------------- |
| Holandia      |
| Belgia        |
| Niemcy        |
| Portugalia    |
| Turcja        |
| Słowacja      |
| Grecja        |
| Hiszpania     |
| Łotwa         |
| Czechy        |
| Rumunia       |
| Słowenia      |

## Final Four
|  |            |            |            |                   |   |           |           |       |
|  | Półfinały  | Półfinały  | Półfinały  |                   |   | Finał     | Finał     | Finał |
|  | Półfinały  | Półfinały  | Półfinały  |                   |   | Finał     | Finał     | Finał |
|  |            |            |            |                   |   |           |           |       |
|  |            |            |            |                   |   |           |           |       |
|  | Słowenia   | Słowenia   | 1          |                   |   |           |           |       |
|  | Słowenia   | Słowenia   | 1          |                   |   |           |           |       |
|  | Hiszpania  | Hiszpania  | 3          |                   |   |           |           |       |
|  | Hiszpania  | Hiszpania  | 3          |                   |   | Hiszpania | Hiszpania | 3     |
|  |            |            |            |                   |   | Hiszpania | Hiszpania | 3     |
|  |            |            | Portugalia | Portugalia        | 2 |           |           |       |
|  | Słowacja   | Słowacja   | Portugalia | Portugalia        | 2 | 1         |           |       |
|  | Słowacja   | Słowacja   |            |                   |   |           |           |       |
|  | Portugalia | Portugalia | 3          |                   |   |           |           |       |
|  | Portugalia | Portugalia | 3          | Mecz o 3. miejsce |   |           |           |       |
|  |            |            |            |                   |   |           |           |       |
|  |            |            |            |                   |   |           |           |       |
|  |            |            |            |                   |   |           |           |       |
|  | Słowacja   | Słowacja   | 3          |                   |   |           |           |       |
|  | Słowacja   | Słowacja   | 3          |                   |   |           |           |       |
|  | Słowenia   | Słowenia   | 1          |                   |   |           |           |       |
|  | Słowenia   | Słowenia   | 1          |                   |   |           |           |       |

### Półfinały
| 18.07.2007 | Słowenia | 1:3 (23:25, 25:22, 18:25, 23:25) | Hiszpania |

| 18.07.2007 | Słowacja | 1:3 (21:25, 25:20, 21:25, 23:25) | Portugalia |

### Mecz o 3. miejsce
| 19.07.2007 | Słowacja | 3:1 (25:18, 20:25, 25:19, 25:18) | Słowenia |

### Finał
| 19.07.2007 | Hiszpania | 3:2 (21:25, 25:18, 25:22, 19:25, 20:18) | Portugalia |

## Nagrody indywidualne
| Najlepszy zawodnik (MVP) | Najlepszy punktujący | Najlepszy atakujący | Najlepszy blokujący | Najlepszy zagrywający | Najlepszy rozgrywający | Najlepszy przyjmujący | Najlepszy libero |
| ------------------------ | -------------------- | ------------------- | ------------------- | --------------------- | ---------------------- | --------------------- | ---------------- |
| Guillermo Falasca        | Guillermo Falasca    | Hugo Gaspar         | Emanuel Kohút       | André Lopes           | Michal Masný           | Israel Rodríguez      | Carlos Teixeira  |